# المسيحية في غينيا

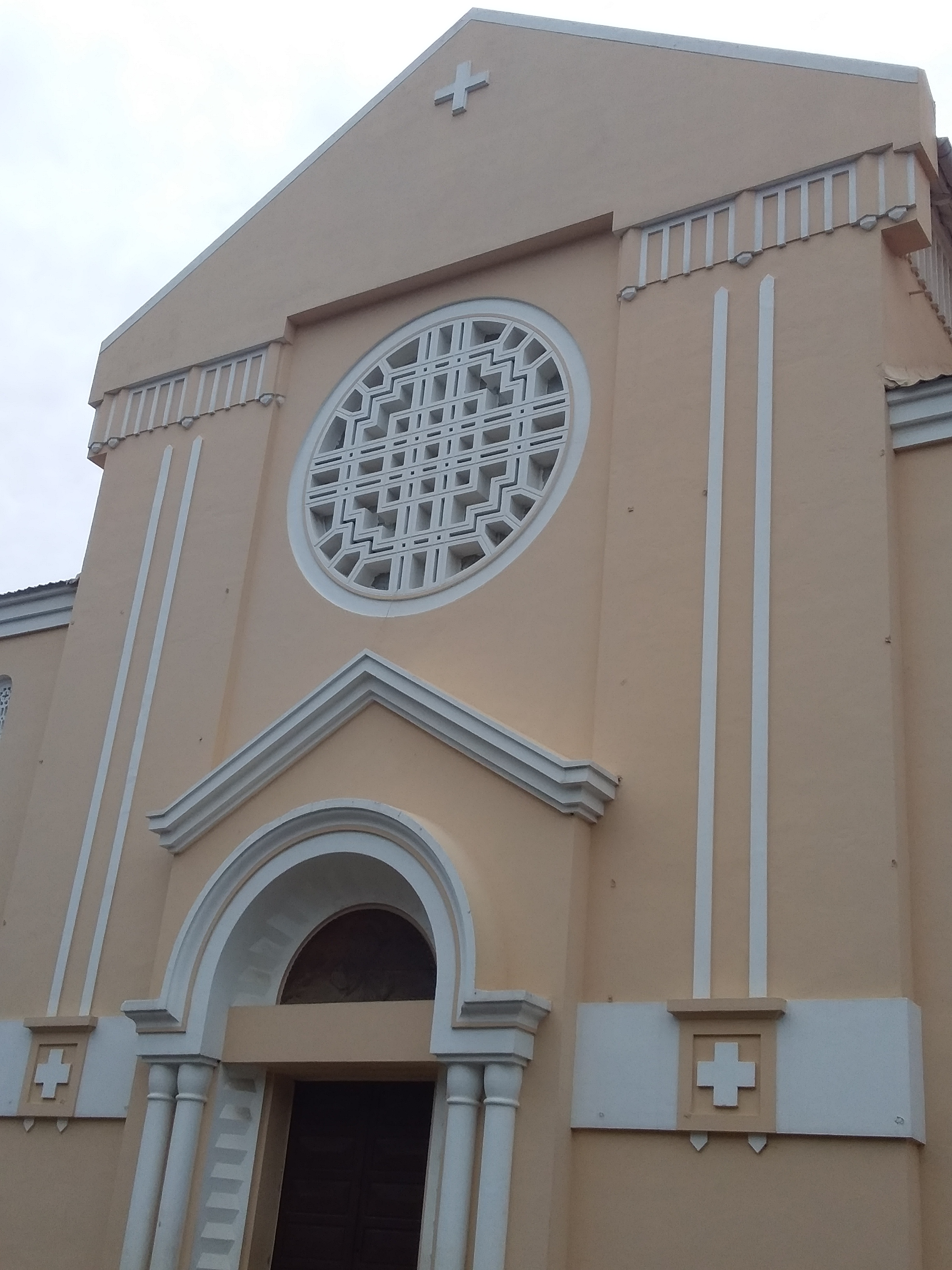
كاتدرائية القديسة مريم في كوناكري.

تُشكّل المسيحية في غينيا ثاني أكثر الديانات انتشاراً بين السكان بعد الإسلام، ووفقًا لإحصائية مركز بيو للأبحاث سنة 2010 حوالي 10.9% من سكان غينيا أي حوالي 1,090,000 نسمة هم مسيحيين. يتوزع المسيحيين في البلاد على الطوائف المسيحية التالية وهي الكنيسة الرومانية الكاثوليكية، والأنجليكانية، والمعمدانية، والأدفنتست، والجماعات الإنجيلية. ويتواجد المسيحيون في العاصمة كوناكري، والمدن الكبرى، والمناطق الجنوبية ومنطقة الغابات الشرقية. يقوم الكثير من السكان، من المسلمين والمسيحيين على حد سواء، بدمج المعتقدات الأفريقية الأصلية في نظرتهم.

## تاريخ

### الحقبة الاستعمارية

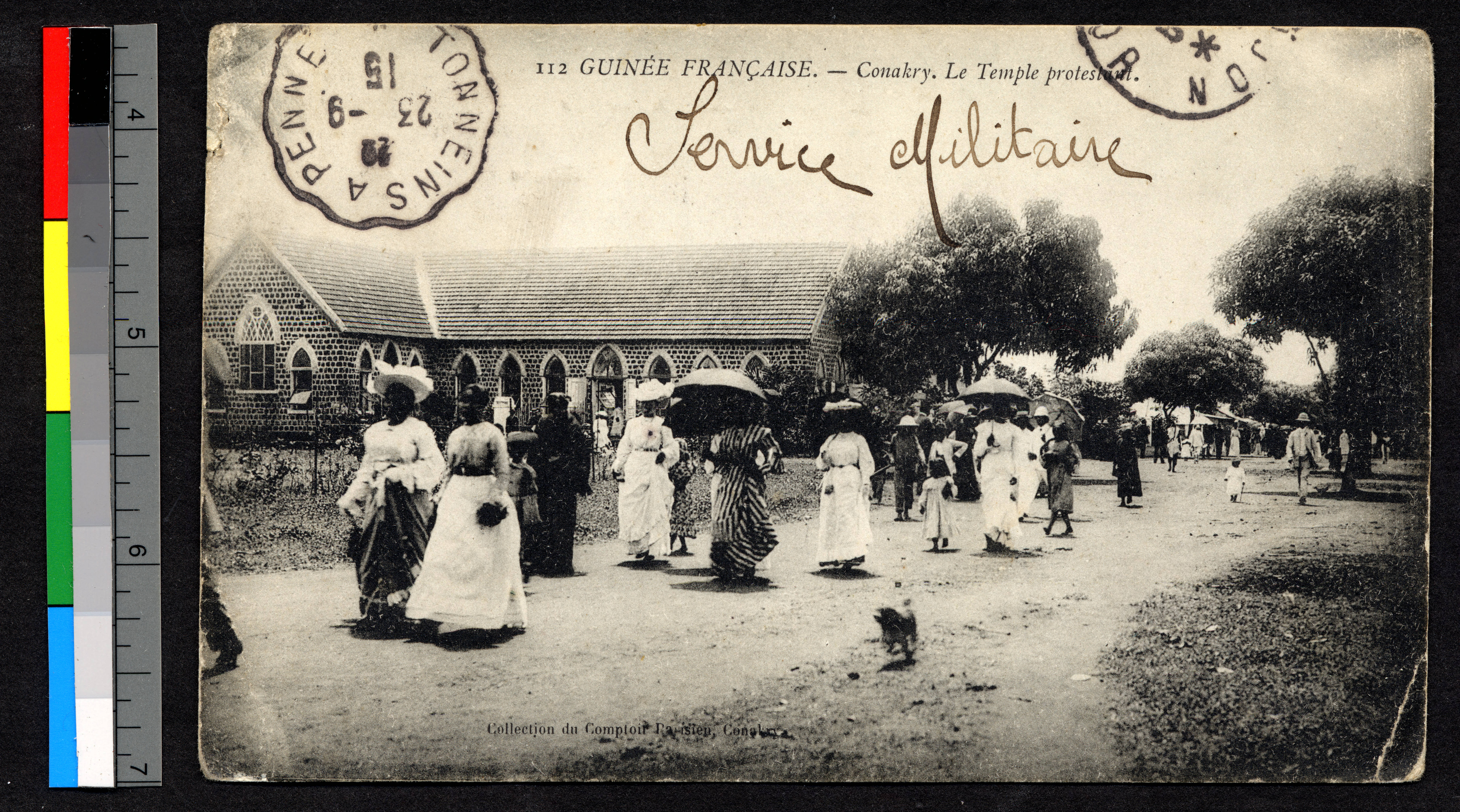
مصلين مسيحيين يغادرون الكنيسة البروتستانتية في غينيا، تعود الصورة إلى عام 1915.

ابتداءً من القرن الخامس واستمرت غينيا لمدة 300 عام، كجزءًا من مملكة غانا. اكتشف التجار البرتغاليون المنطقة لأول مرة في منتصف القرن الخامس عشر، وزار المبشرون الكاثوليك أحيانًا المنطقة الساحلية في أعقاب الاكتشاف البرتغالي. أصبحت المنطقة جزءًا من إمبراطورية مالي في القرن الخامس عشر الميلادي، ودخل الإسلام إليها في القرن السابع عشر. قاوم المبشرين الكاثوليك تجارة الرقيق، ودخلوا في صراع مع السلطات المحلية نتيجة لعملهم في تحرير الرقيق. على الرغم من ذلك كانت منطقة فوتاجلون معقلًا للإسلام منذ أواخر القرن السابع عشر. حيث تأسست إمامة فوتاجلون، وهي دولة إسلامية حكمها المامي، في حوالي عام 1725. بعد زحف الفرنسيين على المنطقة، أصبحت غينيا محمية فرنسية في عام 1849، وانضمت إلى غرب أفريقيا الفرنسي في عام 1895، على الرغم من الجهود المبذولة لتوحيد وأسلمة النصف الشرقي من المنطقة من قبل الأفريقي ساموري توري. من عام 1857 إلى عام 1877 رسم المستكشفون الإسبان المناطق المجاورة من البر الرئيسي الأفريقي، ومن خلال اتفاقية مع الحكومة الفرنسية في عام 1900 حددت الحدود الرسمية لتلك المناطق لتكون تحت سيطرة إسبانيا. أسست فرنسا غينيا الفرنسية عام 1891، ضمن نفس حدود مستعمرتها السابقة المعروفة باسم ريفيير دو سود (1882-1891). وقبل عام 1882، كانت الأجزاء الساحلية من غينيا الفرنسية جزءً من مستعمرة السنغال الفرنسية. ومع أن حدودها تغيرت بمرور الوقت، إلا أنها كانت في عام 1958 تلك الخاصة بدولة غينيا المستقلة الحالية. وعلى الرغم من أن إنشاء مستعمرة فرنسية في 1891 إلا أن سيطرتها على المنطقة كانت ضعيفة.
في هذه الأثناء، بدأت الجهود الإنجيلية المنظمة في عام 1877، عندما أنشأ آباء الروح القدس بعثة تبشيرية في بوفا. وكان وجودهم في غينيا بدعوة من أبناء الملك كاتي، الذين التحقوا بمدرسة كاثوليكية وإرسالية في السنغال. بدأ الآباء البيض في التبشير بالقسم الشمالي في عام 1896 وأسسوا بعثة في بوييه عام 1897. وعلى الرغم من أن المسيحية قد أحرزت تقدمًا في المدن، على طول الساحل وفي منطقة الغابات، لم يتم إحراز تقدم يذكر في باقي أنحاء البلاد. وظلّت غينيا دولة ذات أغلبية مسلمة، ولا سيما منطقة فوتاجلون الوسطى، والتي ظلّت معقل إسلامي.

### الاستقلال

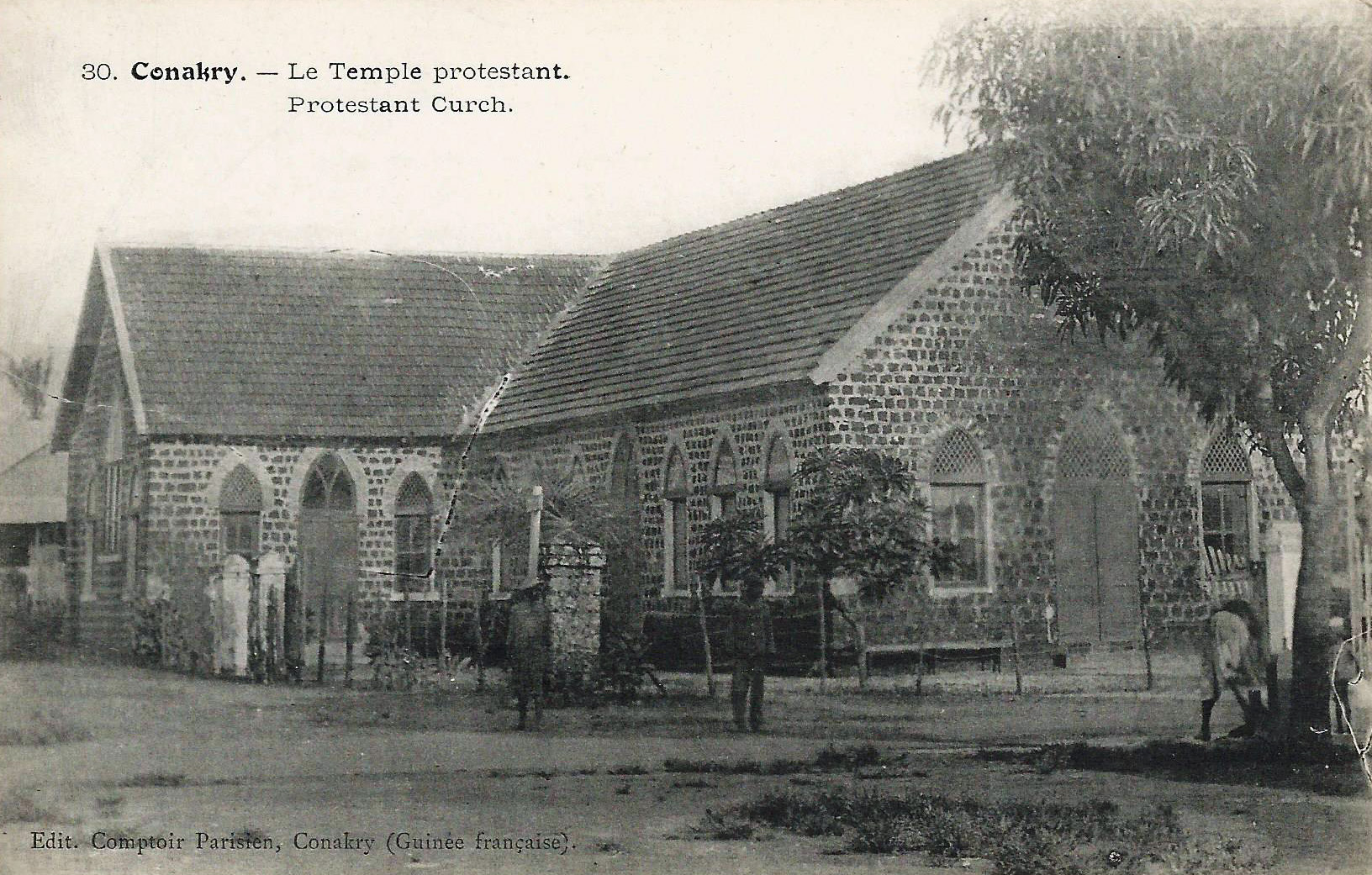
صورة تاريخية للمعبد البروتستانتي في كوناكري.

حصلت غينيا على استقلالها في 2 أكتوبر عام 1958. أدت الإجراءات القمعية والعزلة التي اتخذها الرئيس أحمد سيكو توري إلى تأميم جميع المدارس الكاثوليكية، وقمع منظمات الشباب الكاثوليكية، ووضع قيود على الأنشطة التبشيرية المسيحية. عندما احتج رئيس الأساقفة جيرار دي ميلفيل، طُرد من البلاد وحل محله ريموند تشيديمبو، وهو أفريقي، في عام 1961. وبعد ست سنوات طُرد جميع المبشرين الأجانب من البلاد. كما سعى أحمد سيكو توري، رئيسها الماركسي الأول، إلى الحد من نفوذ الإسلام، ولكن مع تراجع شعبيته، عمل في السبعينيات من القرن العشرين على "استمالة المؤسسات الإسلامية لإضفاء الشرعية على حكمه. وبحلول عام 1971، أدت آراء الأسقف ريموند تشيديمبو المعارضة للحكومة إلى أزمة بين الكنيسة الكاثوليكية والحكومة الماركسية.
في نوفمبر عام 1970، في أعقاب محاولة المحاولة الإطاحة بتوري خلال عملية البحر الأخضر، شرع النظام في سلسلة من «عمليات التطهير» التي استهدفت القادة السياسيين والمدنيين المشتبه في عدم ولائهم. كجزء من عمليات التطهير، تم القبض على تشيديمبو في 24 ديسمبر من نفس العام. وتعرض للتعذيب، وحوكم غيابيًا، وحُكم عليه بالسجن مدى الحياة في 23 يناير من عام 1971. وقضى السنوات الثماني التالية في معسكر بويرو. وسط عاصفة من الاتهامات ضد البرتغال لمحاولة الإطاحة بالحكومة الماركسية خلال عملية البحر الأخضر، أُتهم رئيس الأساقفة ريموند تشيديمبو أيضًا بمحاولة الإطاحة بالحكومة وسجن حتى أغسطس من عام 1979. توفي أحمد سيكو توري، والذي كان يعتبر ديكتاتورًا وفقاً لمعارضيه، في أبريل من عام 1984، مما سمح لتولي السلطة من قبل لجنة الإنصاف الوطني الأكثر ليبرالية.

### الوضع الحالي

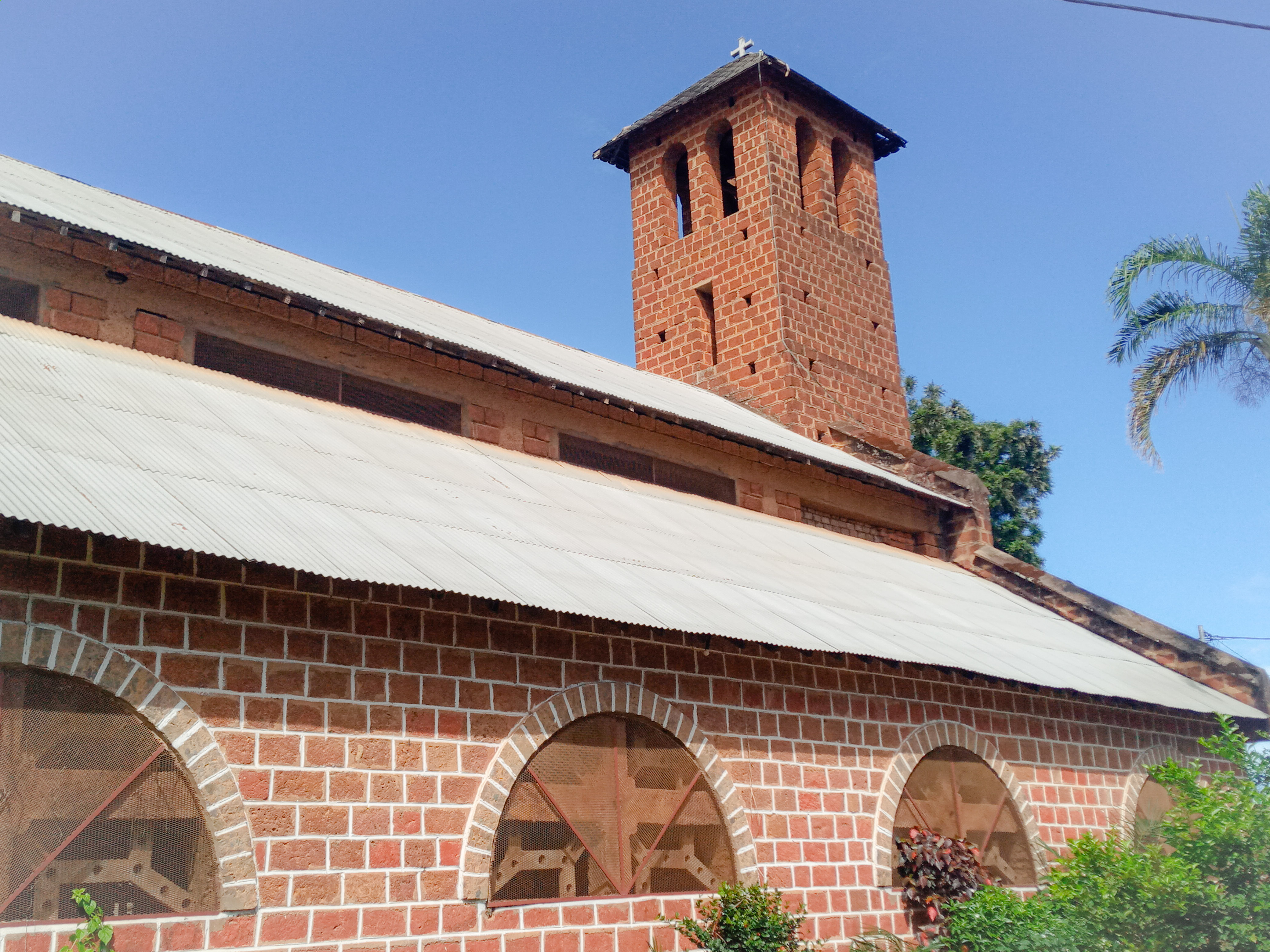
كنيسة كاثوليكية في كنديا.

خلال العقود الأخيرة من القرن العشرين، بدأت الحكومة العسكرية في الاسترخاء، وألغت القيود المفروضة على المبشرين المسيحيين وسمحت بإعادة افتتاح المدرسة الكاثوليكية الثانوية في كنديا. وتم إطلاق سراح ألف سجين سياسي، العديد منهم كانوا من الكاثوليك. وسُمح لكبار الأكاديميين بحضور المدرسة الدينية الإقليمية في سيبيخوتان بالسنغال. بعد عام 1984، سُمح للكنيسة الكاثوليكية مرة أخرى بتشغيل مدارس كاثوليكية في البلاد. في عام 1993، أُجريت انتخابات ديمقراطية حرة في غينيا لأول مرة منذ أكثر من أربعين عامًا، على الرغم من أن الحكومة العسكرية التي كانت في السلطة منذ عام 1984 تم انتخابها وسط اتهامات بالتزوير. بحلول عام 2000، أثار الاقتصاد الراكد، المثقل بعبء الديون الخارجية والحاجة إلى المساعدات الإنسانية التي خلقها مئات الآلاف من اللاجئين، مخاوف بشأن المستقبل السياسي لغينيا. عمل قادة الكنيسة والدينية بشكل وثيق في دعم جهود الإغاثة التي تبذلها الأمم المتحدة، وكذلك الدعوة إلى حلول سلمية للنزاعات السياسية في البلدان المجاورة.
يتوزع المسيحيين في البلاد اليوم على الطوائف المسيحية التالية وهي الكنيسة الرومانية الكاثوليكية، والأنجليكانية، والمعمدانية، والأدفنتست، والجماعات الإنجيلية. ينشط شهود يهوه في البلاد، وهم من الطوائف المسيحيو المُعترف بها من قبل الحكومة. تضم الكنيسة الرومانية الكاثوليكية أسقفية كوناكري وأبرشية كانكان ونزيريكوريه. بحلول عام 2000، كان في غينيا 51 رعية كاثوليكية، بالإضافة إلى المدارس والمؤسسات الاجتماعية تقوم الكنيسة بمساعدة اللاجئين الفارين من العنف الممتد عبر الحدود من سيراليون وليبيريا.
وجدت دراسة «المؤمنون في المسيح من خلفية مسلمة: إحصاء عالمي» والتي نُشرت من قِبل معهد دراسات الدين في جامعة بايلور عام 2015، أنَّ حوالي 3,000 مُسلم في غينيا تحول إلى المسيحية على المذهب الإنجيلي. ومن أبرز المسلمين الذين تحولوا إلى الديانة المسيحية في البلاد، الرئيس موسى داديس كامارا الذي استولى على السلطة بتاريخ 23 ديسمبر عام 2008، حيث اعتنق الديانة المسيحية على مذهب الكنيسة الرومانية الكاثوليكية في عام 2010.

## الوضع القانوني

### الحرية الدينية
ينص دستور غينيا إلى أن غينيا دولة علمانية يتمتع فيها الجميع بالمساواة أمام القانون، بغض النظر عن الدين. وينص الدستور على حق الأفراد في اختيار وتغيير وممارسة الدين الذي يختارونه. وتهدف أمانة الشؤون الدينية التابعة للحكومة الغينية إلى تعزيز العلاقات بين الطوائف الدينية، ويعين الأمين العام للشؤون الدينية ستة مديرين وطنيين لإدارة مكاتب الشؤون المسيحية والشؤون الإسلامية والحج ودور العبادة والشؤون الاقتصادية. وتعترف الحكومة بكل من عيد القيامة وعيد الميلاد وانتقال العذراء كأعياد رسمية وطنية.
في بعض أجزاء غينيا لا تشجع الضغوط العائلية أو المجتمعية أو الثقافية أو الاجتماعية أو الاقتصادية القوية على التحول من الإسلام. وأفيد أنه في مدينة دينغويراي، وهي مدينة مقدسة للمسلمين الأفارقة، لا يُسمح بالاحتفال العام بالأعياد أو المهرجانات الدينية لغير المسلمين. كما رفضت سلطات بلدة دينغويراي الإذن ببناء كنيسة داخل حدودها. وفي يوليو من عام 2013 حصلت أعمال عنف امتدت لثلاثة أيام في مدينة نزيريكوري، حصل الخلاف بين عرقية الكبيلي المسيحية في الغالب، وعرقية كونياك المسلمة في الغالب، أدت أعمال العنف إلى مقتل لا يقل عن 54 شخص. انتهى العنف بعد أن فرض الجيش حظراً للتجول، ووجه الرئيس ألفا كوندي نداء متلفز للتهدئة.